# Volemys musseri
Volemys musseri is een zoogdier uit de familie van de Cricetidae. De wetenschappelijke naam van de soort werd voor het eerst geldig gepubliceerd door Lawrence in 1982.